# Aéroport international Gob. Ramón Trejo Noel
L'aéroport international Gob. Ramón Trejo Noel, communément appelé aéroport de Río Grande, (code IATA : RGA • code OACI : SAWE) situé à Río Grande, dans la province de Terre de Feu, Antarctique et Îles de l'Atlantique Sud en Argentine est un aéroport international. 
Son unique piste est orientée ouest-est.

## Histoire
L'aéroport, administré par Aeropuertos Argentina 2000, fut inauguré dans sa forme actuelle en 2008 en présence de Cristina Fernández de Kirchner. Il est nommé en l’honneur de Ramón Alberto Trejo Noel, gouverneur de la province mort dans un accident d’avion à Ushuaïa en 1984.

## Compagnies aériennes
| Compagnies            | Destinations                                                        |
| --------------------- | ------------------------------------------------------------------- |
| Aerolíneas Argentinas | Buenos Aires-J. Newbery                                             |
| LADE                  | Comodoro Rivadavia, El Calafate, Rio Gallegos-N. Fernández, Ushuaïa |

Edité le 14/12/2023
Pour des raisons techniques, il est temporairement impossible d'afficher le graphique qui aurait dû être présenté ici.

Voir la requête brute et les sources sur Wikidata.

## Situation
| \| 100 km1:20 642 000 \| Bahía Blanca San Carlos de Bariloche Buenos Aires · J.-Newbery Buenos Aires · Ezeiza Buenos Aires · El Palomar Catamarca Comodoro Rivadavia Córdoba Corrientes El Calafate Esquel Formosa Gobernador Gregores San Salvador de Jujuy La Rioja Malargüe Mar del Plata Mendoza Neuquén Paraná Perito Moreno Puerto · Iguazú Puerto Madryn Reconquista Resistencia Río Cuarto Río Gallegos Río Grande Rosario Salta San Juan San Luis San Martín de los Andes San Rafael Santa Fe de la Vera Cruz Santa Rosa Santiago del Estero Sunchales Tandil Termas de Río Hondo Trelew Tucumán Ushuaia Viedma |
| 100 km1:20 642 000 |

## Accès
Situé à neuf kilomètres du centre-ville, il est accessible par son unique route. L'aéroport est desservi par taxi. Il n'existe pas de transports en commun.

## Sources
- (es) Fiche technique sur aa2000.com.ar
- (en) Great Circle Mapper
- (en) World Aero Data